# Nihil
Nihil betekent 'niets' of 'nul'

## Nul
Voorbeelden:
- De korting wordt afgebouwd tot nihil.[1]
- Gebruik van het woord nihil in de betekenis nul met toevoeging van woorden als vrijwel en praktisch:
  - De meeste kosmologen en astronomen nemen aan dat er voorafgaand aan de oerknal nog niets kon bestaan. Het aantal natuurwetenschappers dat heilig gelooft in een variant op het christelijke scheppingsverhaal, eventueel met parallelle universa of groene mannetjes, is vrijwel nihil maar niet gelijk aan nul.
  - Het gezamenlijke inkomen van de leden van ons Koninklijk Huis is praktisch nihil in vergelijking met de totale nationale staatsbegroting of het vorstelijke inkomen ten tijde van koning-koopman Willem I.